# Еліезер Адлер
Елізер Адлер (1866-1949) — один із засновників єврейської громади в Гейтсхеді, Англія.

## Біографія
Адлер народився 30 серпня 1866 року в нинішньому Івано-Франківську, Україна, тоді відомому як Станіславові у Галичині, яка тоді була частиною Австрійської імперії. Батьками Адлера були Єгуда Йона Гасс і Чаяле (уроджена Адлер) Гасс, і він, ймовірно, був зареєстрований як Адлер, оскільки його батьки не були цивільно одружені. Адлер прибув до Ліверпуля, Англія, у 1882 році у віці 15 років у пошуках кращого способу фінансово підтримати себе та свою овдовілу матір.
Адлер переїхав до Ньюкасла-апон-Тайн, і коли його мати померла, йому потрібен був міньян, щоб сказати «Кадіш». Оскільки синагоги Ньюкасла не відповідали його релігійним стандартам, Адлер перетнув міст до Гейтсхеда для служби. Це призвело до створення синагоги «Shomrei Shabbos» у 1887 році. Відтоді єврейська громада Гейтсхеду заснувала хедер у 1912 році, Талмудичний коледж Гейтсхеду у 1929 році, «Гейтсхедський коледж» у 1941 році та Єврейський педагогічний коледж у 1944 році; інституцій, які процвітають донині.
«Елізер Адлер… мав стати найвидатнішою фігурою в дитячій спільноті, оскільки він мав сильну особистість і хист до організації. З його приходом „Єврейський Гейтсхед“ почав розширюватися». На честь його історичної важливості його місце в синагозі в Гейтсхеді залишається вакантним.
Адлер одружився з Сарою Розенталь Дойшен, у них було 10 дітей. Він був самостійним торговцем ювелірними виробами, а пізніше торговцем меблями. Адлер помер 16 січня 1949 року (15 теветів), коли жив із дочкою в Манчестері, і похований на єврейському кладовищі Рейнсо в Манчестері.